# Llibre d'Aneirin
El Llibre d'Aneirin (en gal·lès: Llyfr Aneirin) és un manuscrit de finals del segle xiii que conté poesia escrita en gal·lès antic i mitjà atribuïda a l'autor norbrità Aneirin.
El manuscrit es conserva a la Biblioteca Nacional de Gal·les, a Aberystwyth. L'obra es va escriure probablement al voltant de l'any 1265, tot i que es creu que n'és una còpia del manuscrit original del segle ix. La poesia s'hauria mantingut viva gràcies a la tradició oral. El poema més conegut que apareix en aquest manuscrit és Y Gododdin, un dels primers en llengua gal·lesa que ret homenatge als guerrers de Gododdin (Lothian a l'Escòcia moderna) que van ser derrotats durant la batalla de Catraeth (probablement a Catterick, North Yorkshire) prop de l'any 600. Algunes parts del poema podrien ser contemporànies a Aneirin. L'altra poesia, no vinculada amb aquesta batalla, inclou, entre d'altres, un poema breu dedicat a un nen de nom Dinogad, fill d'un home que anava de caça i pesca.
L'historiador i antiquari escocès William Forbes Skene va incloure aquest llibre entre els quatre que formen part de la seva obra The Four Ancient Books of Wales. Els altres tres llibres són el Llibre negre de Carmarthen, el Llibre de Taliesin i el Llibre roig de Hergest.